# Milan-San Remo 1949
La 40e édition de la course cycliste, Milan-San Remo a eu lieu le 19 mars 1949 et a été remportée par l'Italien Fausto Coppi. Il s'est imposé en solitaire pour la deuxième année consécutive.
La course est l'une des épreuves comptant pour le Challenge Desgrange-Colombo.

## Classement final
|    | Cycliste             | Équipe              | Temps           |
| -- | -------------------- | ------------------- | --------------- |
| 1  | Fausto Coppi         | Bianchi-Ursus       | 7 h 22 min 25 s |
| 2  | Vito Ortelli         | Atala               | + 4 min 17 s    |
| 3  | Fiorenzo Magni       | Wilier-Triestina    | + 4 min 17 s    |
| 4  | Italo De Zan         | Atala               | + 4 min 17 s    |
| 5  | Vincenzo Rossello    | Legnano             | + 4 min 17 s    |
| 6  | Edouard Fachleitner  | France Sport-Dunlop | + 4 min 17 s    |
| 7  | Fermo Camellini      | Elvish-Fontan       | + 4 min 17 s    |
| 8  | Ernest Sterckx       | Ganna-Ursus         | + 5 min 46 s    |
| 9  | Maurice Desimpelaere | Ganna-Ursus         | + 5 min 46 s    |
| 10 | Silvio Pedroni       | Frejus              | + 5 min 50 s    |